# Бойко, Виктор Алексеевич
Виктор Алексеевич Бойко (род. 6 июля 1961, Красногорка, Кировоградская область) — украинский политик, депутат Киевского областного совета.
Кандидат наук по государственному управлению (2004) член Политисполкома Народной партии.
Родился в семье колхозников; жена Ирина Николаевна (1961) дочери: Марина (1986), Татьяна (1989)
Образование: Кировоградский техникум механизации сельского хозяйства (1980); Украинская сельскохозяйственная академия (1985), инженер-электрик; Национальная академия государственного управления при Президенте Украины (2004), магистр государственного управления.
Март 2006 кандидат в народные депутаты Украины от Народного блока Литвина, № 17 в списке. На время выборов: народный депутат Украины, член НП.
Народный депутат Украины 4-го созыва с апреля 2002 по апрель 2006, избирательный округ № 102, Кировоградская область, выдвинутый Блоком «За единую Украину!». По 16,14 %, 18 соперников. На время выборов: советник председателя правления НАК «Украгролизинг», член АПУ. Член фракции «Единая Украина» (май — июль 2002), член группы «Народный выбор» (июль 2002 — апрель 2004), уполномоченный представитель группы «Центр» (апрель — июнь 2004), член фракции НАПУ (июнь 2004 — март 2005), член фракции НП (с марта 2005). Член Комитета по вопросам экологической политики, природопользования и ликвидации последствий Чернобыльской катастрофы (с июня 2002, заместитель председателя — с 2004).
Карьера:
- Сентябрь 1980 — июль 1985 — студент Украинской сельскохозяйственной академии.
- Ноябрь 1985 — сентябрь 1987 — мастер отдела главного энергетика «Укрремтрест» Госкомсельхозтехники УССР, город Киев.
- Сентябрь 1987 — май 1989 — служба в армии.
- Август 1989 — июнь 1990 — инженер отдела главного механика.
- Июнь 1990 — февраль 1991 — инженер отдела главного энергетика.
- Февраль 1991 — март 1992 — заместитель начальника отдела материально-технического снабжения Киевского ПО «Агромаш».
- Февраль 1992 — февраль 2001 — заместитель генерального директора по коммерческим вопросам.
- Февраль 1999 — февраль 2001 — генеральный директор Украинского ПО «Агромаш».
- Март — август 2001 — советник генерального директора Государственного лизингового предприятия.
- Август 2001 — апрель 2002 — советник председателя правления НАК «Украгролизинг».
- Май 2002 — май 2006 — депутат Верховной Рады Украины IV созыва.
- Июнь 2002 — сентябрь 2004 — заместитель председателя Комитета Верховной Рады Украины по вопросам экологической политики, природопользования и ликвидации последствий Чернобыльской катастрофы.
- 30 марта — 20 сентября 2005 — Председатель Государственного комитета Украины из государственного материального резерва.
- 25 мая 2006 — присвоен первый ранг государственного служащего (первая категория).
- Февраль 2009 — март 2010 — заместитель Министра агропромышленной политики Украины.
- Март 2010 — июль 2010 — министр охраны окружающей природной среды Украины.
- Сентябрь 2010 — декабрь 2012 — советник Председателя Верховной Рады Украины.
- С 2010 — депутат Киевского областного совета.

Достижения:
Своё состояние Виктор Бойко заработал еще до того как начал заниматься политической деятельностью.
На должности Председателя Государственного комитета Украины с государственного материального резерва:
после назначения на должность инициировал комплексную проверку Государственного комитета Украины из государственного материального резерва органами КРУ, СБУ, МВД, по результатам которой было выявлено недоимку на сумму 3,5 млрд грн., а дальнейшее расследование показало сумму 7 млрд грн.;
закупка зерновых культур у крестьян и продажа его за границу,
открытие по всей Украине более 4 тысяч специальных магазинов для малоимущих семей, где можно было купить сахар и мука по самым низким ценам,
проведение тендеров для закупки мяса свинины в наседення по выгодных ценах для продажи его за границу; продажа за границу около 400 тыс. тон зерна урожая 2003—2004 годов до Алжира и Ирана.
На должности министра охраны окружающей природной среды Украины:
реализация программы по расширению заповедных территорий до 11 % площади страны;
реализация программы по утилизации отходов и поліпшенню состояния свалок на территории Украины;
реализация программы установления охранных зон для территорий объектов природно-заповедного фонда.
Заслуженный работник сельского хозяйства Украины (ноябрь 2003).